# Higashi-Nihonbashi (metropolitana di Tokyo)
La Stazione di Higashi-Nihonbashi (東日本橋駅?, Higashi-Nihonbashi-eki) è una stazione della metropolitana di Tokyo, si trova nel quartiere di Chūō. La stazione è servita dalla linea Asakusa della Toei metro ed è collegata alla stazione di Bakuro-yokoyama dove è possibile interscambiare con la linea Shinjuku.

## Stazioni adiacenti
| «                                       | Servizio      | »             |
| Linea Asakusa                           | Linea Asakusa | Linea Asakusa |
| --------------------------------------- | ------------- | ------------- |
| Ningyōchō                               | Tutti i treni | Asakusabashi  |
| L'Espresso Limitato Aeroporto non ferma |               |               |